# Commande desmodromique
Une commande desmodromique est un dispositif mécanique de commande — par exemple des soupapes — qui réalise la fermeture de celles-ci sans ressort de rappel. Le terme « desmodromique » est issu des deux mots grecs : « desmos » (« lien ») et « dromos » (« course »).
L'adjectif « desmodromique » s'applique de façon générale à des dispositifs mécaniques où la fonction de rappel utilise une commande active. Par exemple, beaucoup de motos sont équipées d'une commande d'accélérateur sur laquelle un deuxième câble permet de couper activement les gaz au cas où le ressort de rappel des carburateurs lâcherait, ou si un grippage du câble d'accélération résistait davantage que la force du ressort de rappel. On parle alors de commande de gaz desmodromique.

## Principe

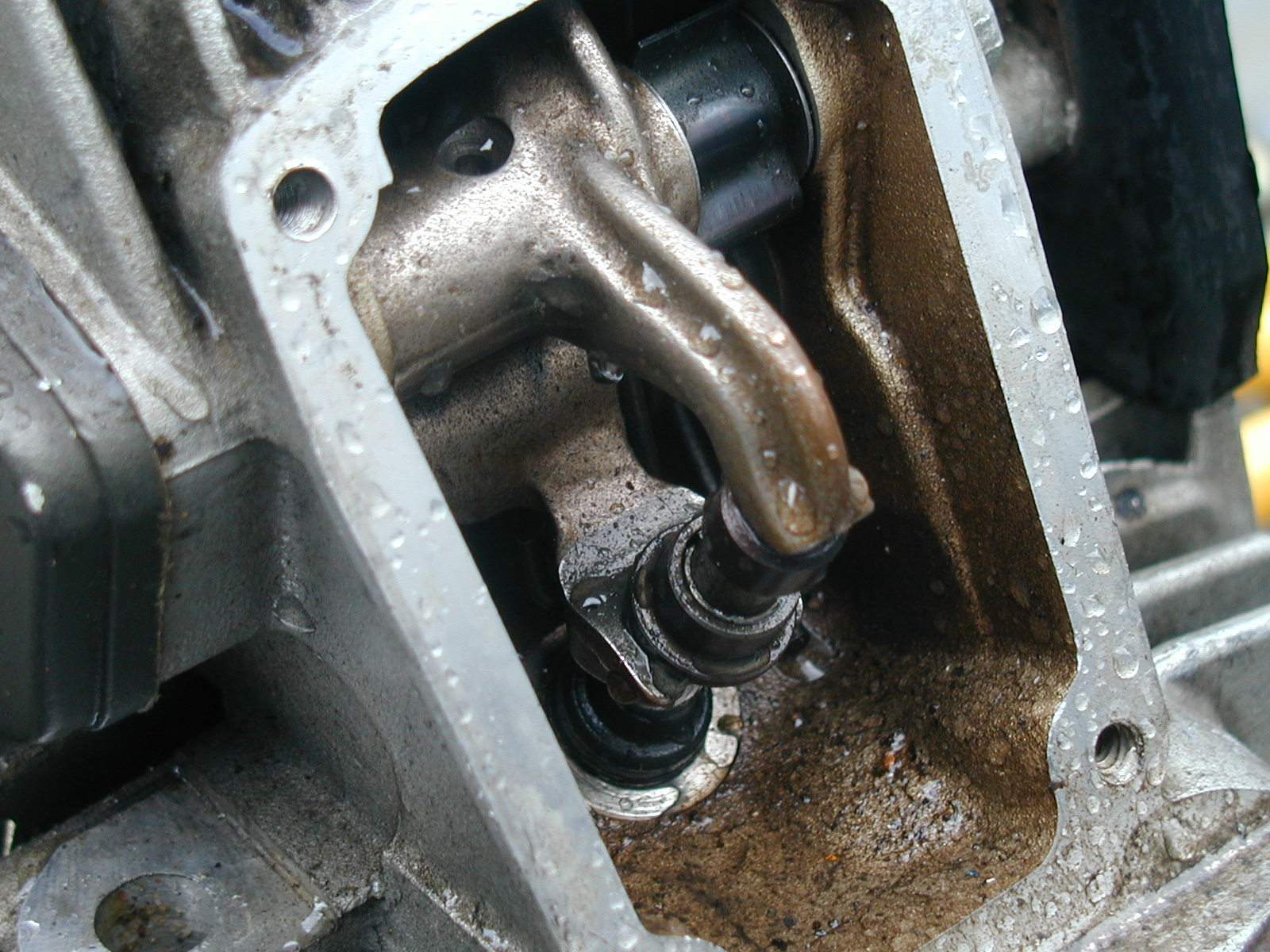
Distribution desmodromique Ducati ; à noter le culbuteur de rappel sous la queue de soupape.

Sur un moteur quatre-temps, à 6 000 tr/min, chaque soupape doit s'ouvrir et se fermer cinquante fois par seconde. Si la raideur du ressort chargé de la fermeture de la soupape est trop faible, les spires ne peuvent pas se détendre suffisamment vite et assurer la fermeture dans les temps. Ne remplissant plus leur rôle, celles-ci se désynchronisent. Ce décalage se traduit par un rebondissement du poussoir qui vient heurter l'arbre à cames qui, dans l'intervalle de temps nécessaire à la détente du ressort, a tourné De plus, à chaque ouverture, la force exercée par l'arbre à cames (directement ou indirectement) pour comprimer le ressort n'est pas intégralement « récupérée » lors de sa détente. Il y a là une source importante de perte de rendement.
Avec une commande desmodromique des soupapes sur les moteurs à combustion interne, non seulement l'ouverture des soupapes est commandée par un culbuteur, mais aussi la commande de fermeture, contrairement à la distribution classique qui fait appel à un ou plusieurs ressorts pour l'opération de fermeture. Du fait que le rappel de la soupape est contrôlé de façon « positive », il n'y a plus de danger que la soupape reste enfoncée trop longtemps : on évite ainsi l'affolement de soupapes.

## Histoire

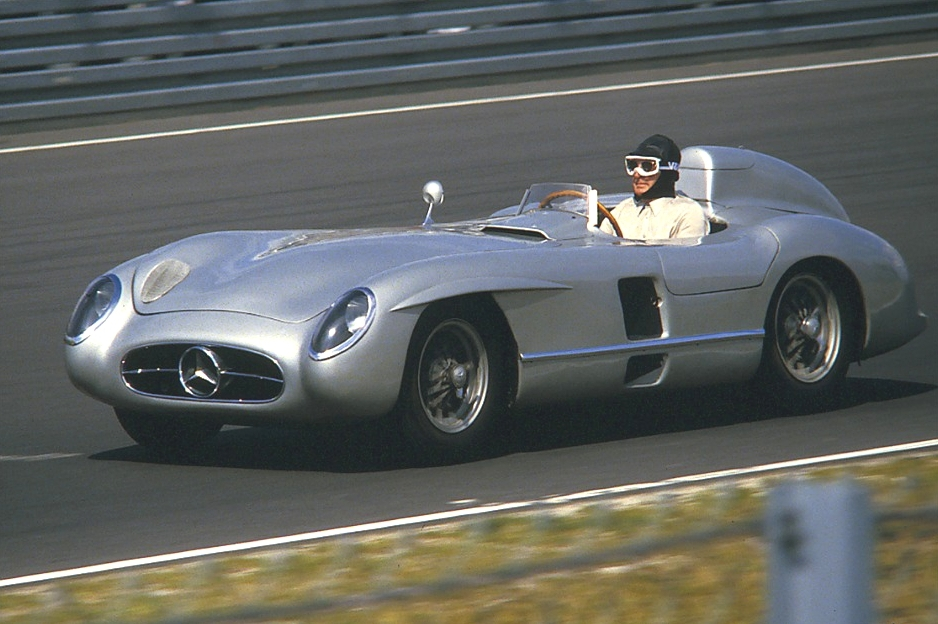
Une Mercedes-Benz 300 SLR.

Dans la réalisation d'un moteur automobile, les phases d'admission et d'échappement étaient les phases les plus complexes à traiter pour les ingénieurs. Diverses solutions ont été mises au point : soupapes à tiroir, soupapes automatiques à disques obturateurs, etc.. Ces systèmes présentaient tous le désavantage de ne pouvoir atteindre des régimes élevés. De ce fait, ils furent rapidement abandonnés et ne sont plus aujourd'hui utilisés que sur des moteurs très lents (marine ou pompes mécaniques à essence) ou sur certains moteurs à deux temps (clapet).
Dans un moteur classique, chaque soupape doit s'ouvrir et se fermer entre environ 25 fois et 50 fois par seconde (3 000-6 000 tr/min). La fermeture est confiée à un ressort de rappel. Si le temps laissé pour que le ressort passe de sa phase de compression à sa phase de détente n'est pas suffisant, la soupape ne se referme ou ne s'ouvre pas à temps, le régime moteur maximal s'en trouve donc limité car il devient alors inefficace, une casse moteur peut même survenir.
La commande desmodromique, permettant notamment d'atteindre des régimes supérieurs à 10 000 tr/min, fut alors imaginée par les ingénieurs : l'invention fut brevetée, le 1er avril 1893, par le Parisien Claude Bonjour. La première tentative de commande desmodromique date de 1910. Elle fut installée sur le moteur d'une Arnott, un modèle anglais et utilisait le principe de la came à rainure.
- Dès 1912, Peugeot s'intéressa au système et opta pour une came tournant dans un cadre.
- En 1914, Delage entreprit également la fabrication d'un moteur où levée et fermeture étaient assurées par une double came.
- En 1916, Isotta Fraschini s'engagea dans cette voie et développa des moteurs desmodromiques « mixtes » (le ressort existait toujours mais son mouvement était contraint par un asservissement mécanique). Ces moteurs étaient essentiellement destinés à l'aéronautique naissante[5].
- À partir de 1921, Salmson développa un petit moteur 4-cylindres (1 086 cm3) à commande desmodromique. Grâce à la conception d'Emile Petit, ingénieur Arts-et-Métiers, ce moteur beaucoup plus performant remporta de très nombreux succès en compétition, à commencer par Le Mans en 1921.

La mise en place du système desmodromique, très complexe, mit un terme à son utilisation dans les années 1930. Il fallut attendre 1954 pour le voir réapparaître. La première firme à se lancer à nouveau dans l'aventure fut Mercedes-Benz qui équipa ses Formule 1 et son modèle 300 SLR de deux systèmes desmodromiques. Tous deux faisaient appel à une double came, mais l'un utilisait un basculeur à levier, l'autre un basculeur à pincette. Cette technique a été utilisée également par la firme O.S.C.A. appartenant aux frères Maserati sur la barquette 2000 Desmodrimico présentée en 1960.
Finalement, cette technologie est restée rare. Elle présentait un avantage certain à une époque où les aciers employés pour les ressorts étaient de moyenne qualité, afin d'éviter l'affolement des ressorts qui limitait le régime moteur. Cependant, elle est plus complexe, car elle met en jeu plus d'éléments mécaniques. Les nombreux frottements entre les pièces limitent le gain et nécessitent évidemment une lubrification de haute qualité. Son coût est également important, ce qui a pour conséquence une production en série marginale. Du fait que l'affolement de soupapes est également dû à des phénomènes vibratoires dans le ressort, on le combat le plus souvent en montant deux ressorts de diamètres différents, qui ont donc un régime d'affolement différent, pour chaque soupape.
Le constructeur Ducati est l'un des seuls à l'employer sur ses modèles : c'est sa marque de fabrique.